# Вестуз
Вестуз (фр. Westhouse) — коммуна на северо-востоке Франции в регионе Гранд-Эст (бывший Эльзас — Шампань — Арденны — Лотарингия), департамент Нижний Рейн, округ Селеста-Эрстен, кантон Эрстен.
Площадь коммуны — 11,94 км², население — 1375 человек (2006) с тенденцией к росту: 1475 человек (2013), плотность населения — 123,5 чел/км².

## Население
Население коммуны в 2011 году составляло 1419 человек, в 2012 году — 1441 человек, а в 2013-м — 1475 человек.
| 1962 | 1968 | 1975 | 1982 | 1990 | 1999 | 2006 | 2008 | 2011 | 2012 | 2013 |
| ---- | ---- | ---- | ---- | ---- | ---- | ---- | ---- | ---- | ---- | ---- |
| 932  | 941  | 922  | 953  | 1170 | 1351 | 1375 | 1410 | 1419 | 1441 | 1475 |

Динамика населения:

## Экономика
В 2010 году из 946 человек трудоспособного возраста (от 15 до 64 лет) 717 были экономически активными, 229 — неактивными (показатель активности 75,8 %, в 1999 году — 73,5 %). Из 717 активных трудоспособных жителей работали 670 человек (346 мужчин и 324 женщины), 47 числились безработными (25 мужчин и 22 женщины). Среди 229 трудоспособных неактивных граждан 75 были учениками либо студентами, 96 — пенсионерами, а ещё 58 — были неактивны в силу других причин.

## Достопримечательности (фотогалерея)

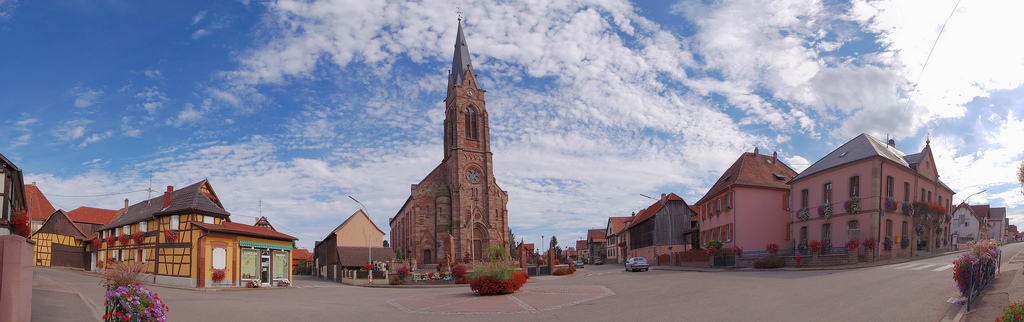
Панорама
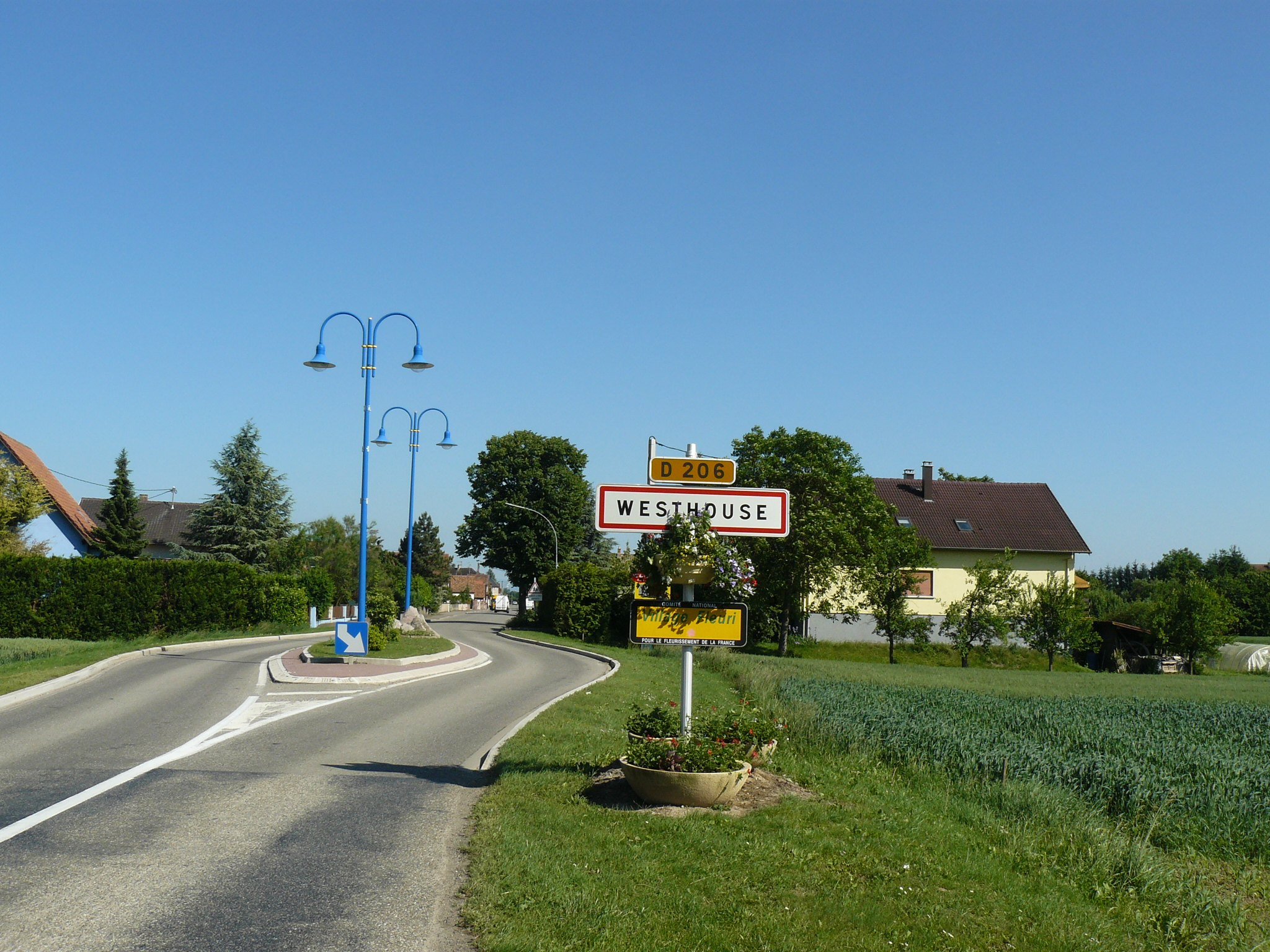
На въезде в коммуну
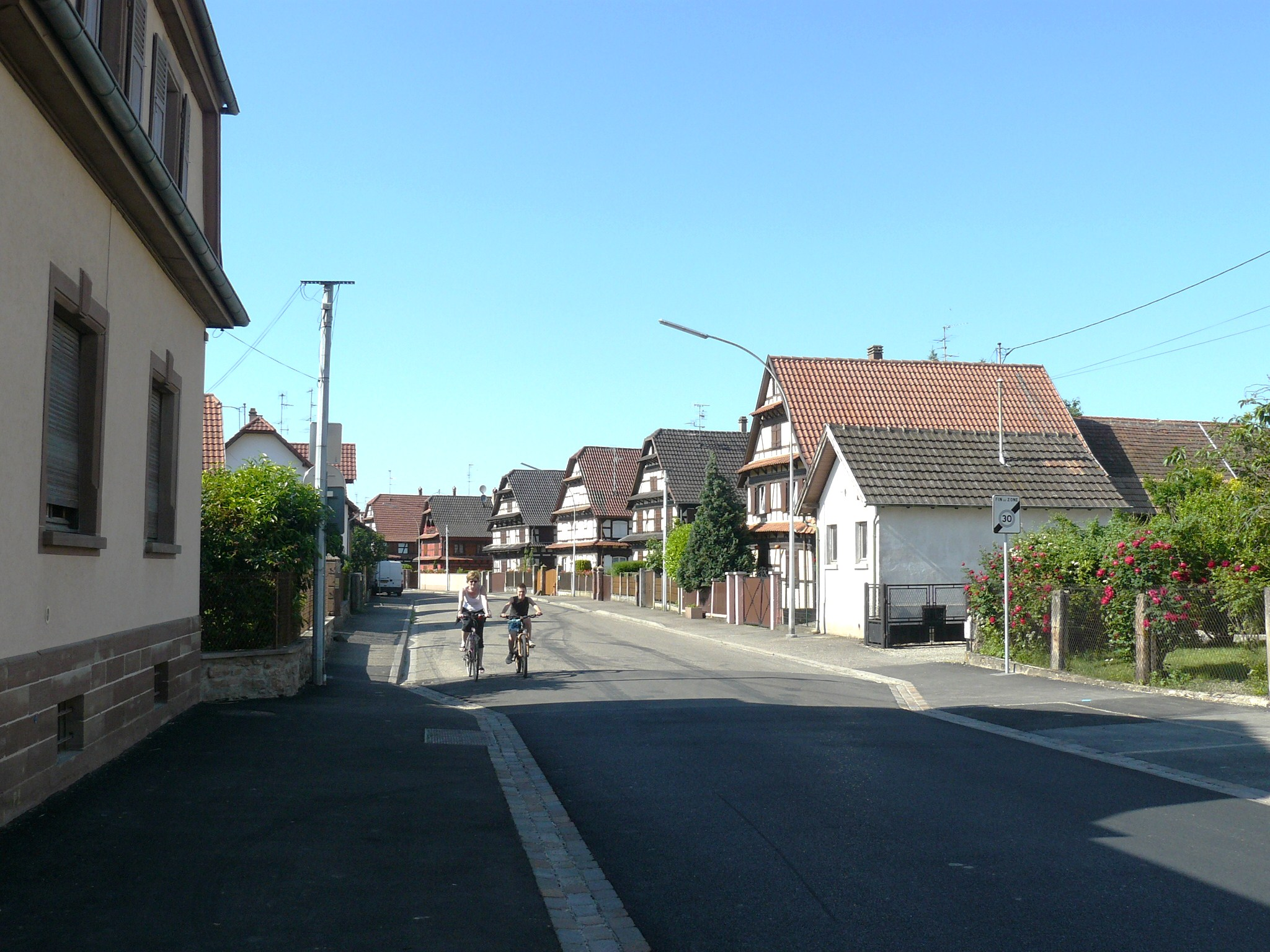
На главной улице
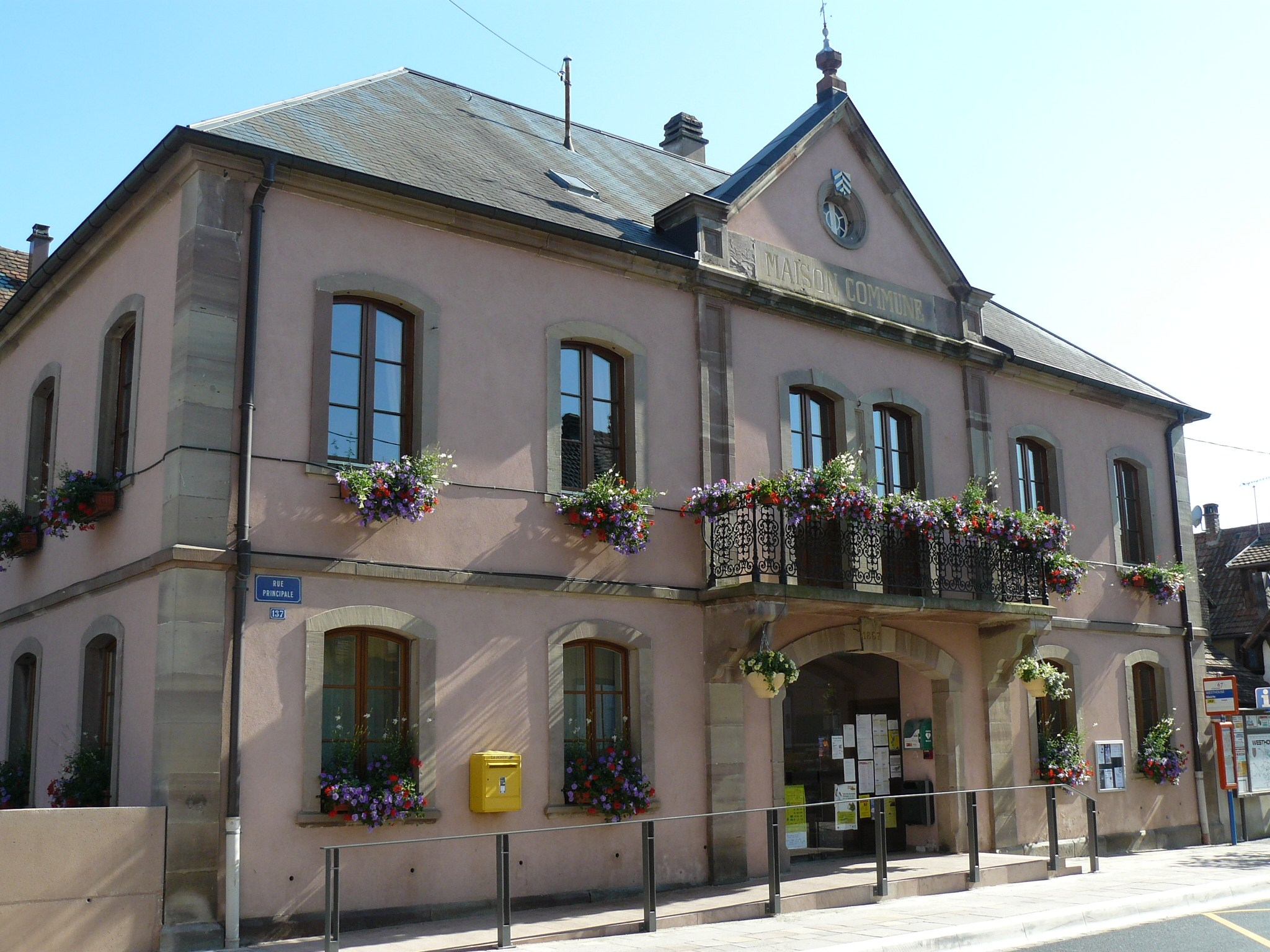
Здание мэрии
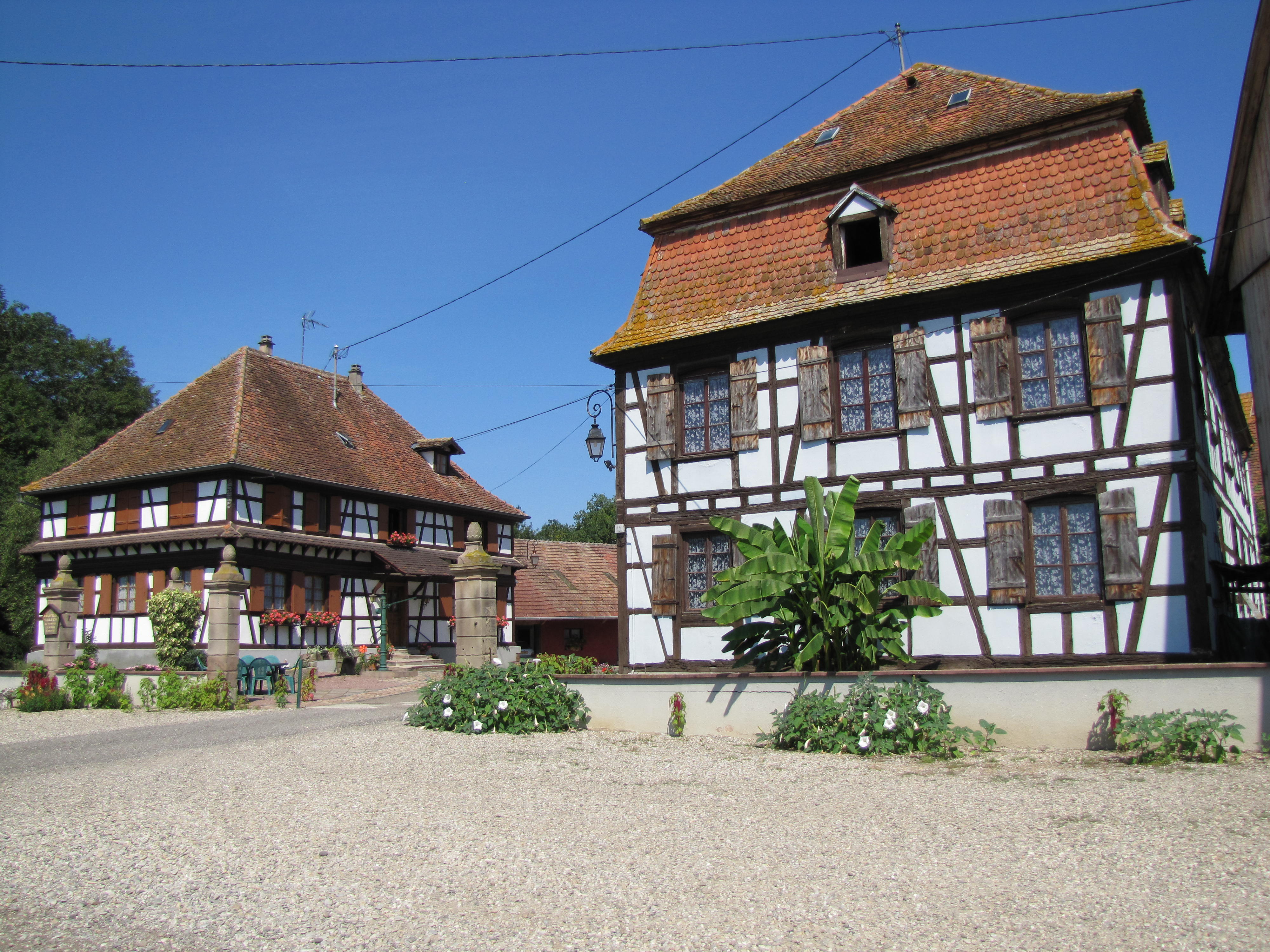
Здание старой бани
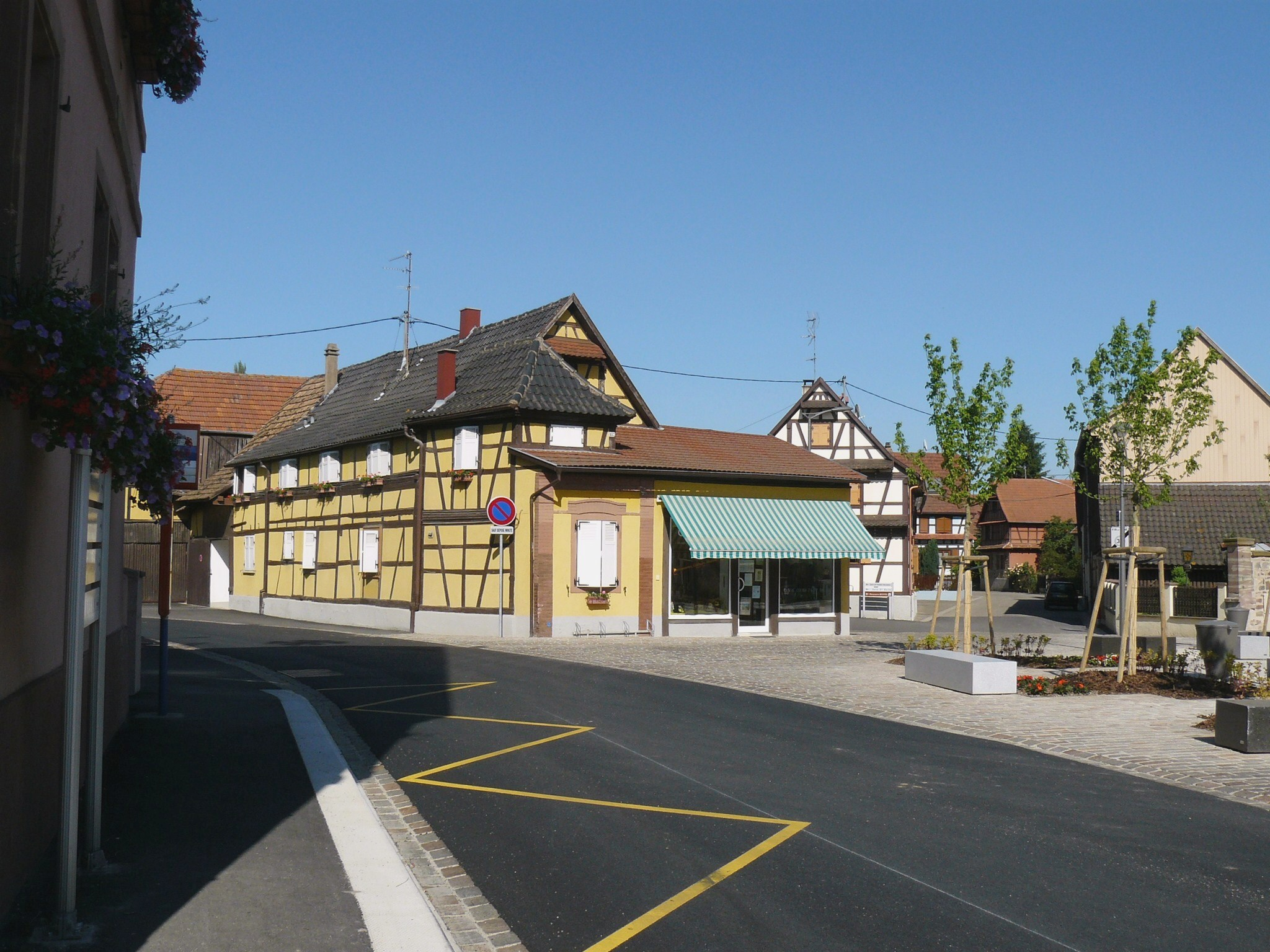
Фахверковый дом
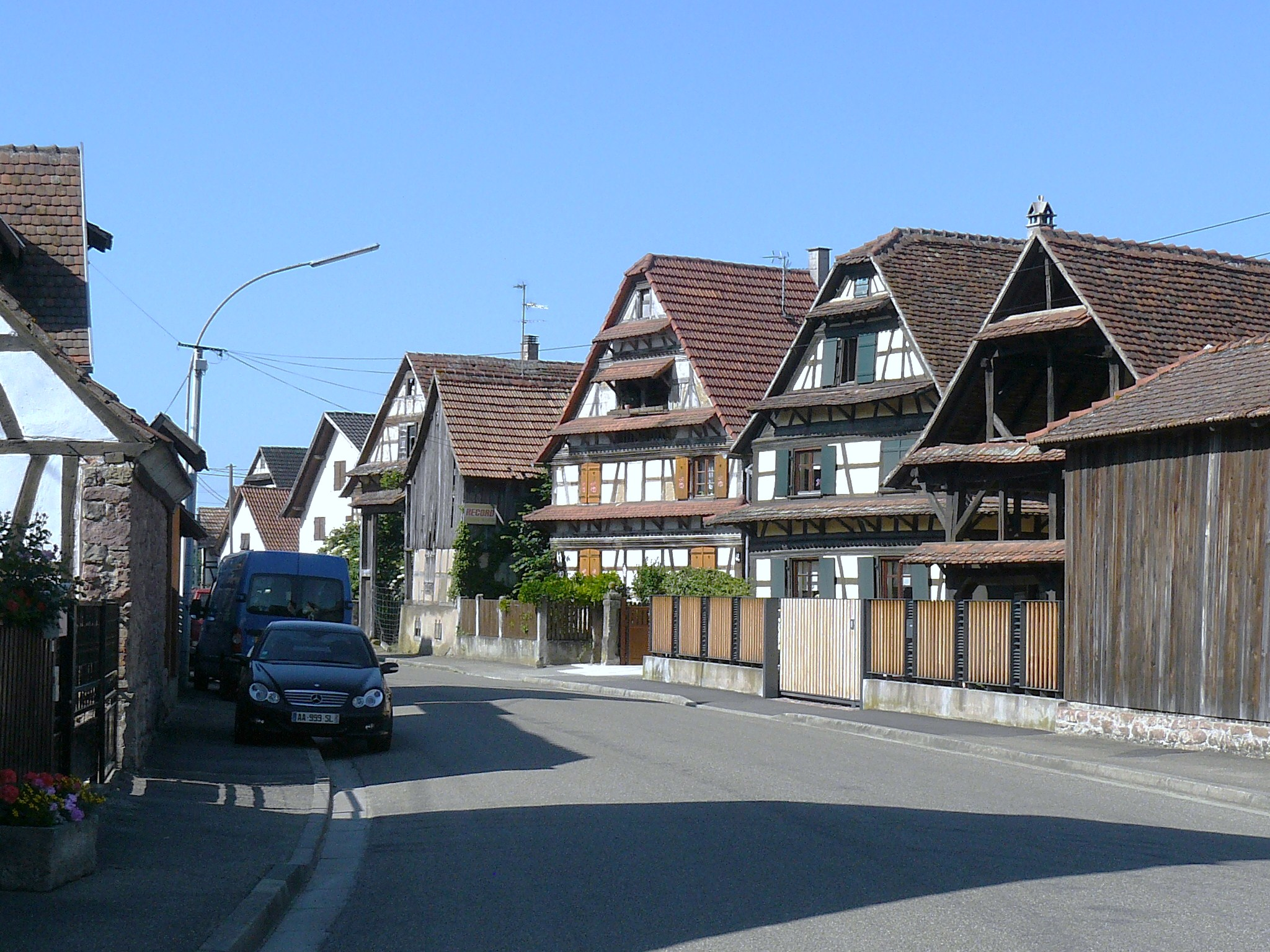
Фахверковые дома
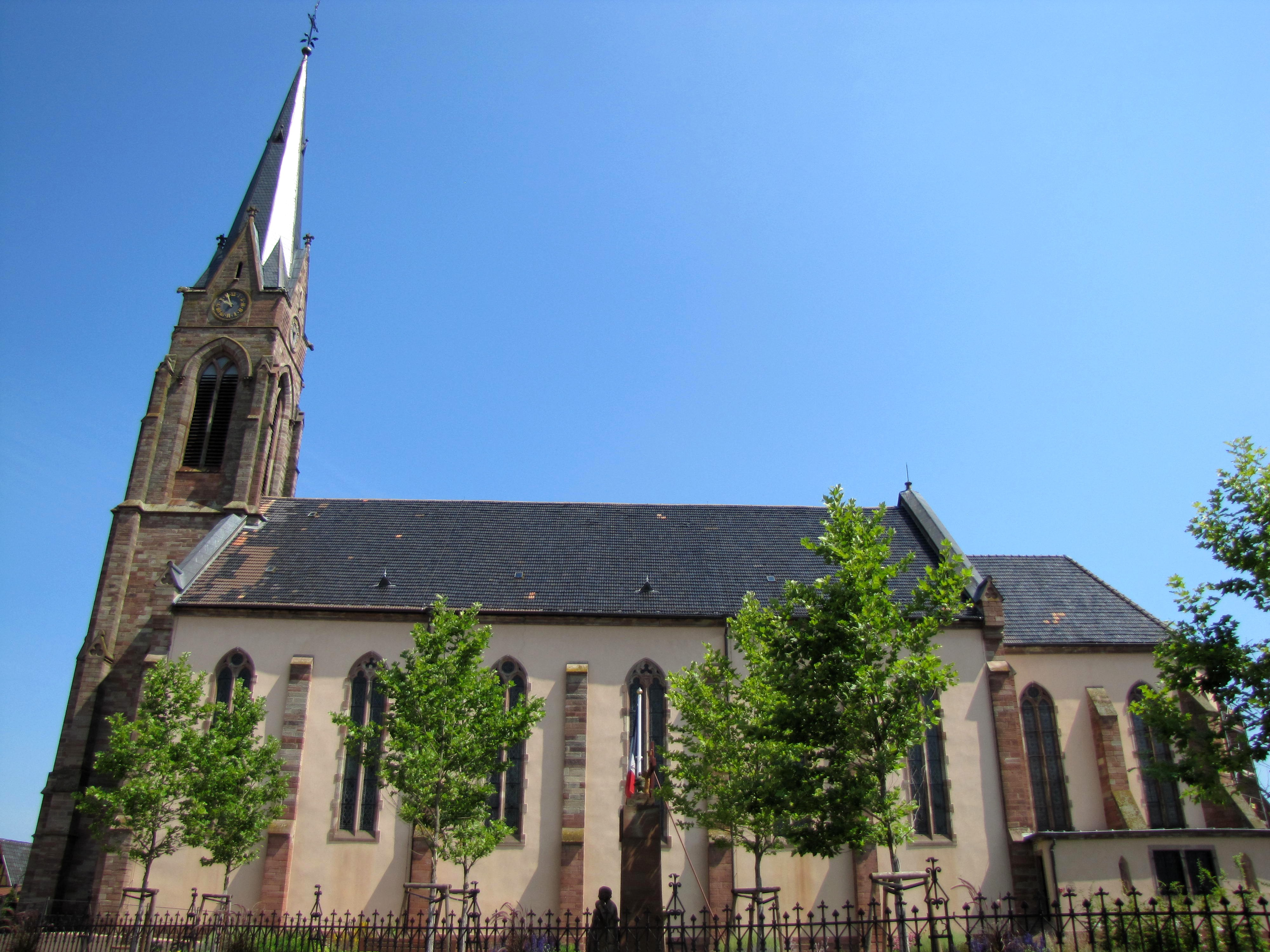
Церковь святого Матфея
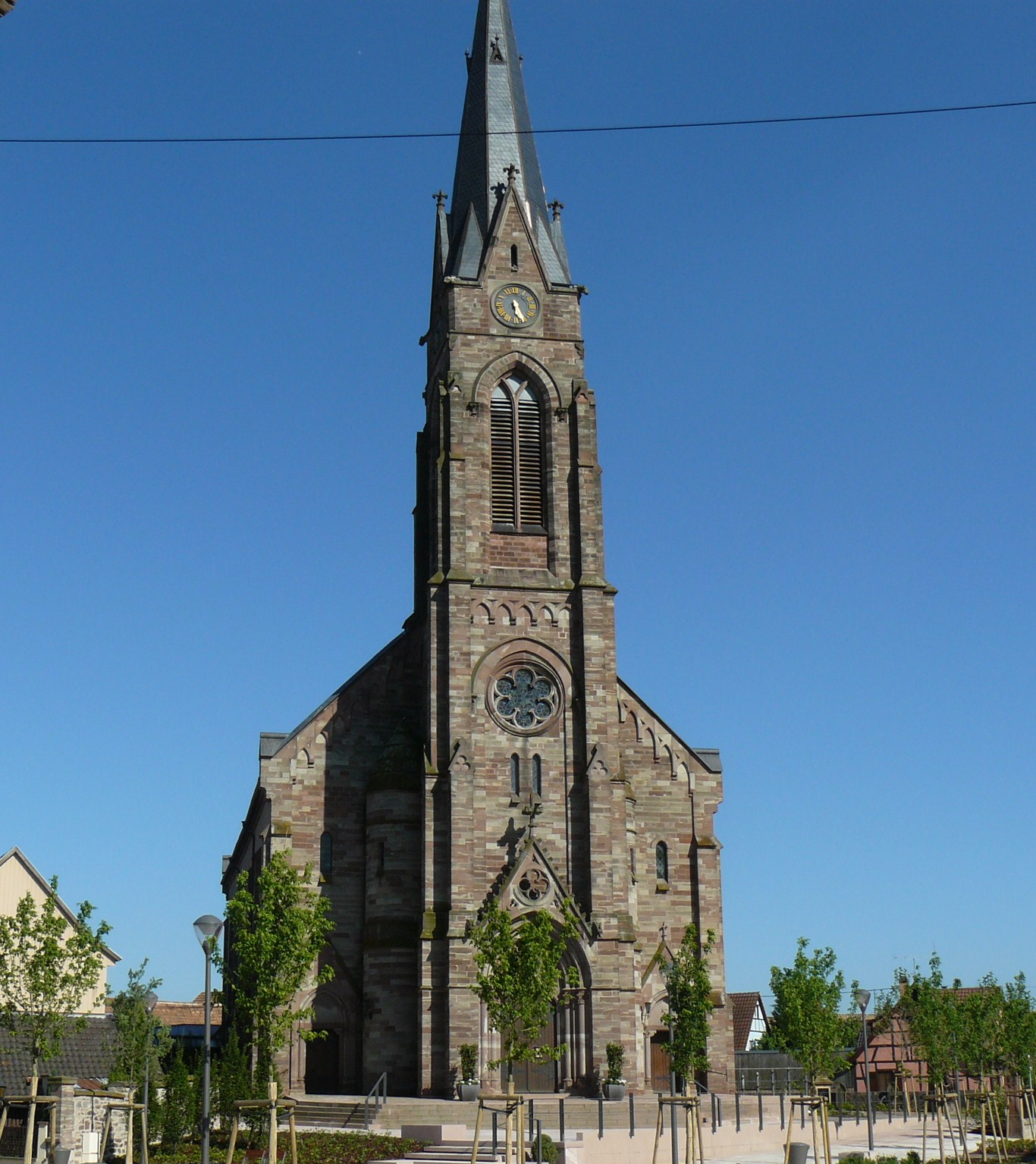
Колокольня церкви святого Матфея
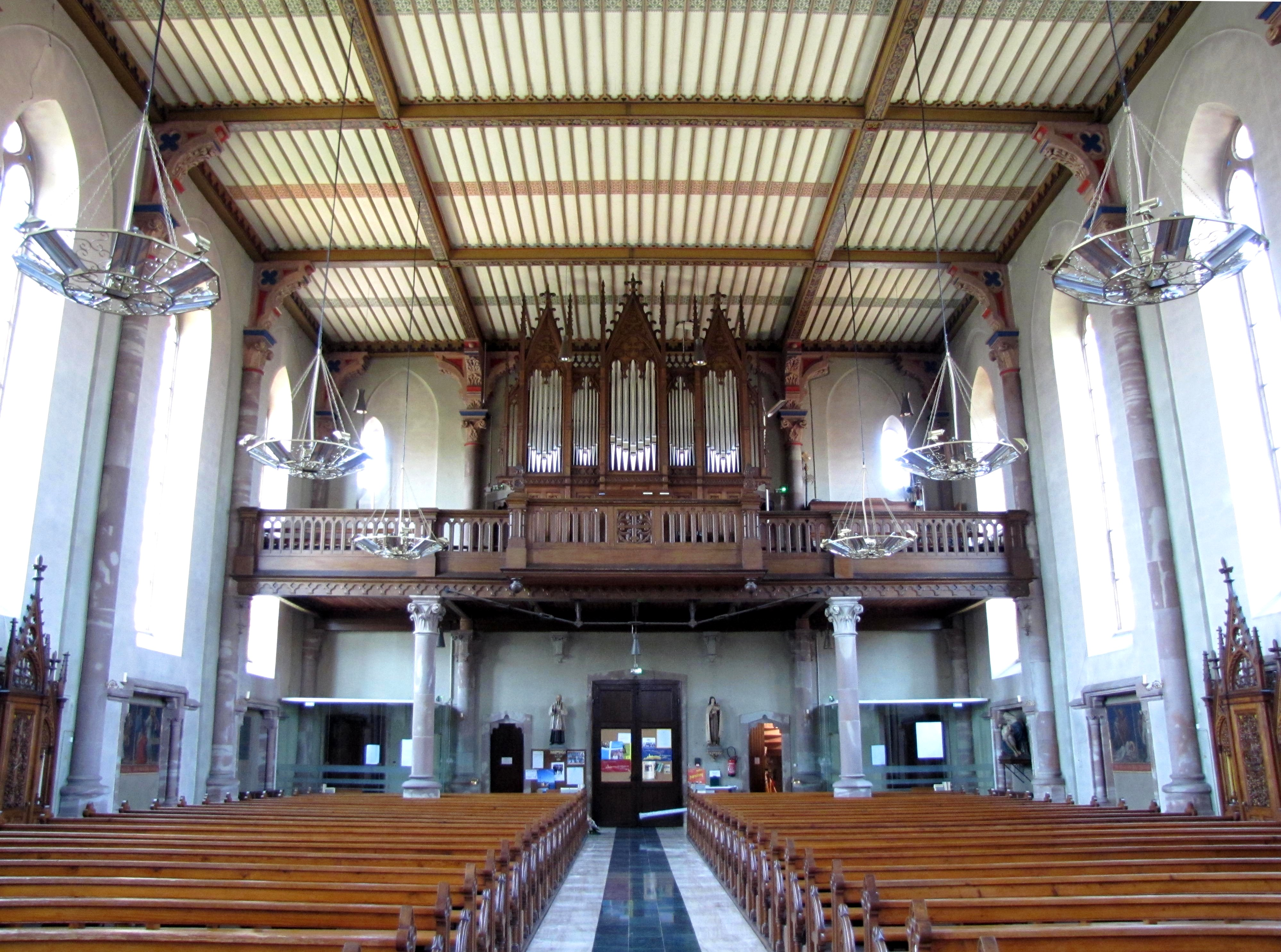
Интерьер, вид на орган
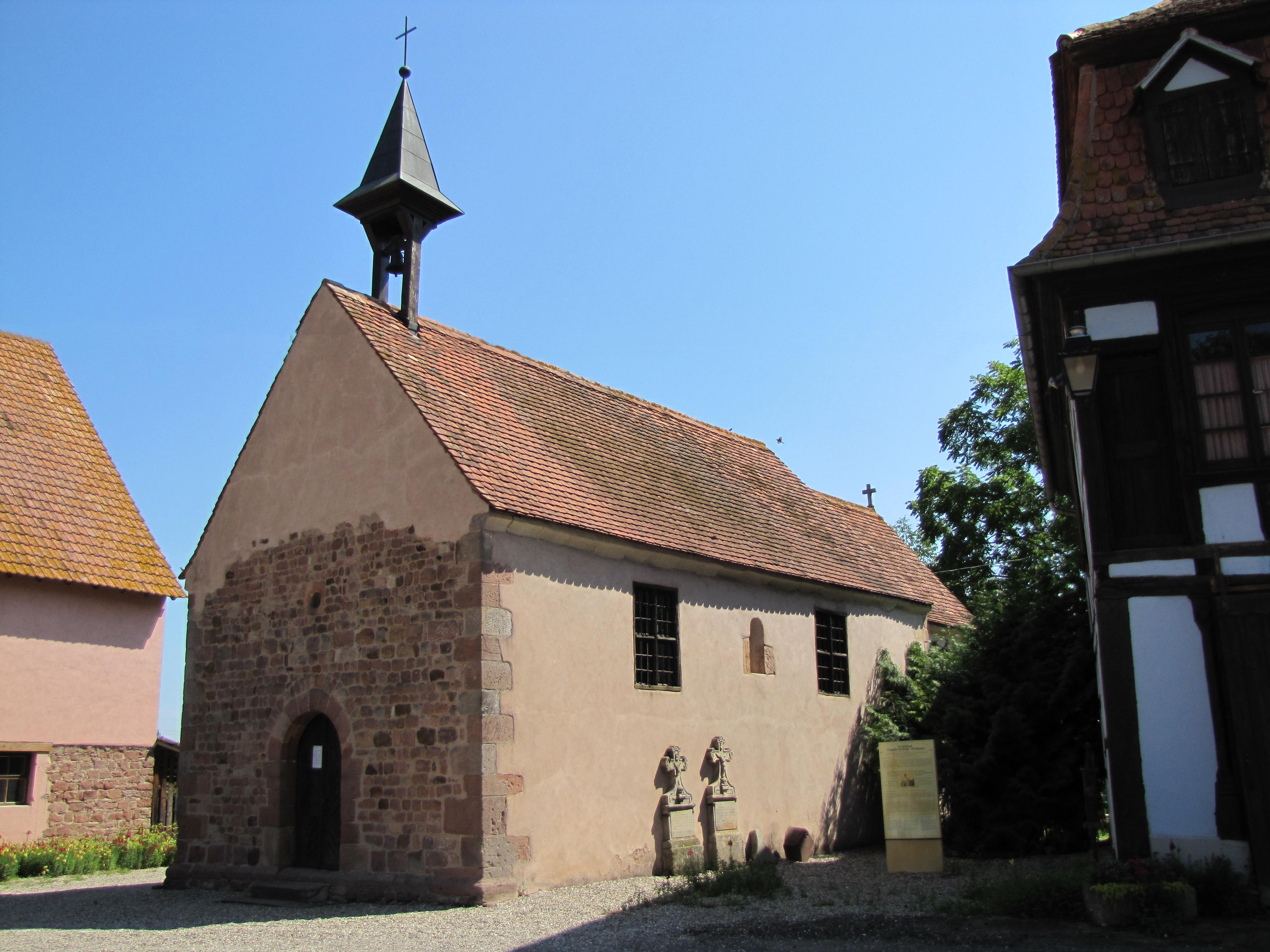
Часовня святого Ульриха
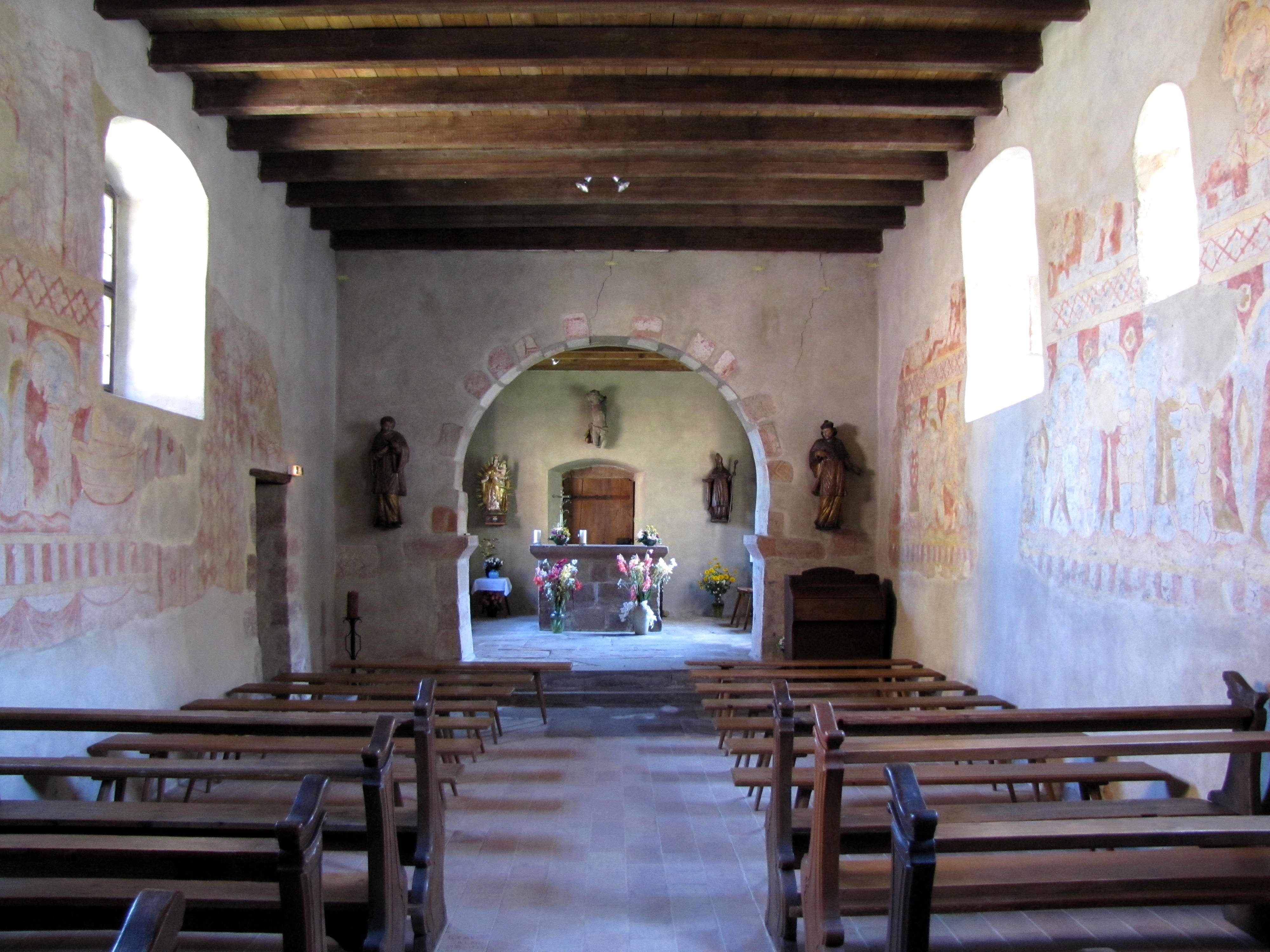
Интерьер часовни
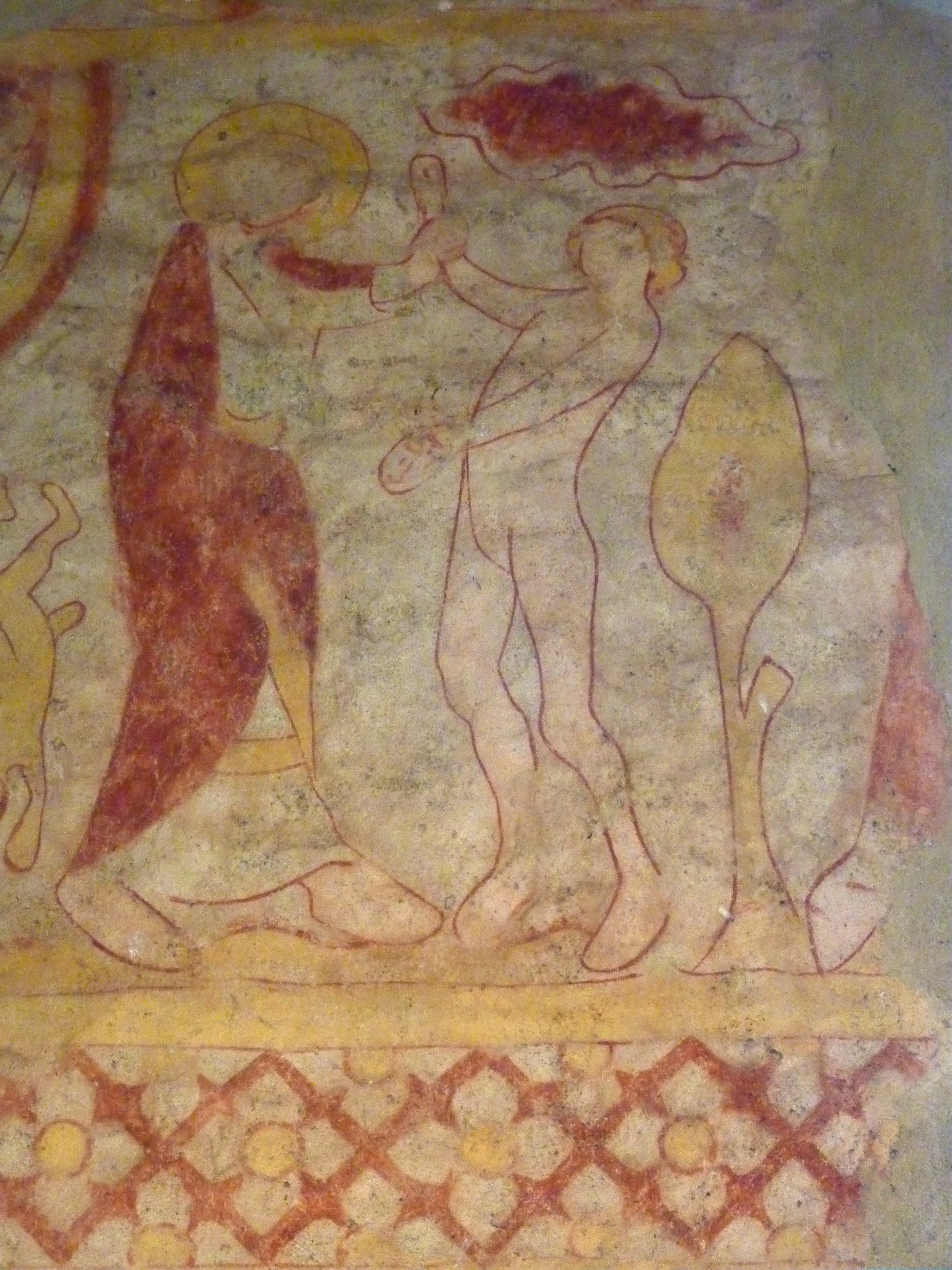
Фреска церкви святого Ульриха «Создание Адама»
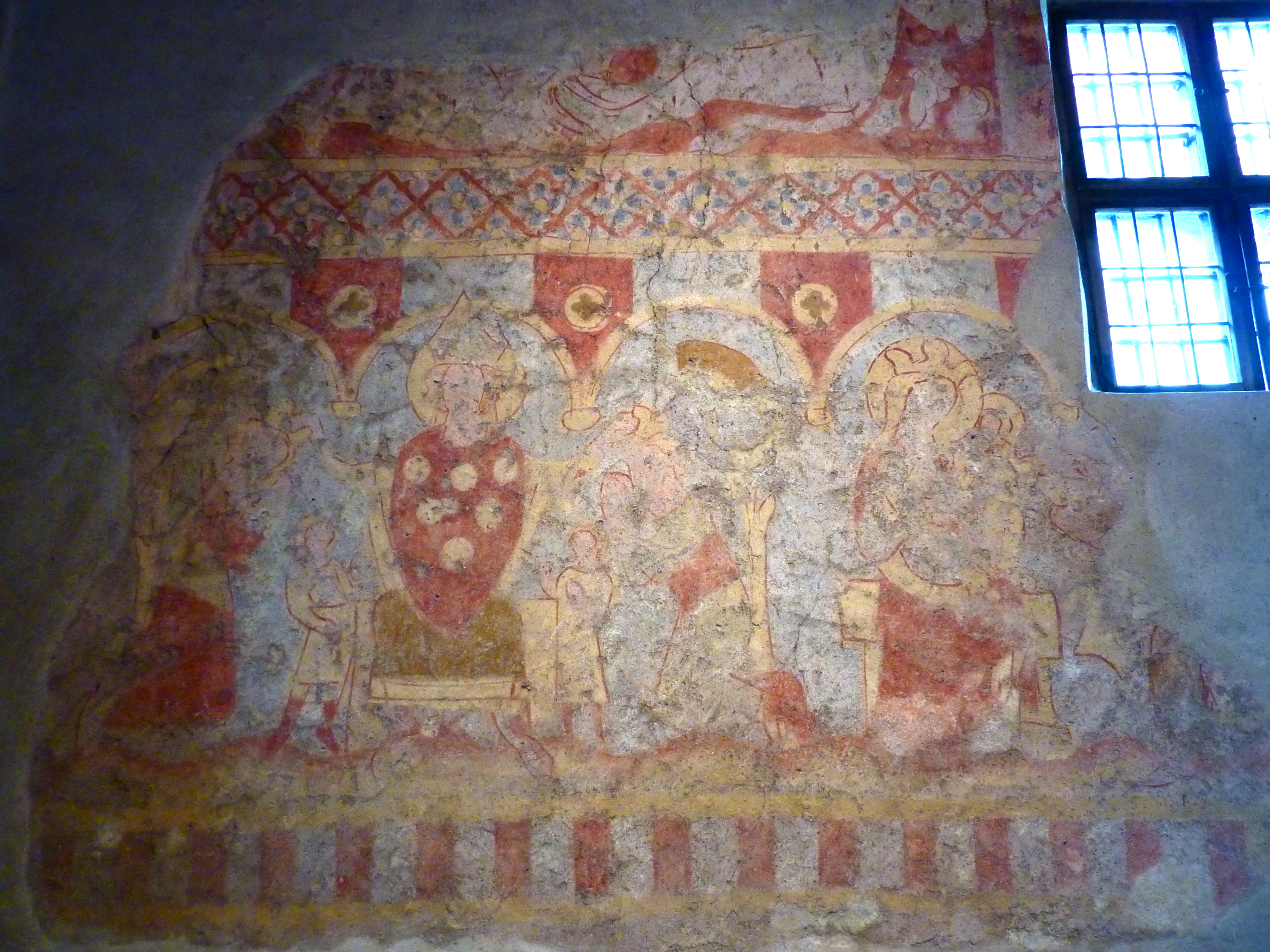
Одна из фресок часовни